# Muritiba (Ecoporanga)
Muritiba é um distrito do município brasileiro de Ecoporanga, no interior do estado do Espírito Santo. Segundo o censo demográfico de 2022, realizado pelo Instituto Brasileiro de Geografia e Estatística (IBGE), sua população era de 581 habitantes e havia 235 domicílios particulares permanentes ocupados.
Foi criado na década de 2000. Sua ocupação foi incentivada por doações de terras e seu núcleo urbano se encontra aos pés de uma formação rochosa, por onde também passa o córrego Muritiba.